# 그루지 (2020년 영화)
《그루지》(영어: Grudge 홈 미디어 제목은 The Grudge: The Untold Chapter)는 2019년 공개된 미국의 초자연 공포 영화이다. 미국판 《주온》인 《그루지》(2004)의 리부트작이다. 니컬러스 페시가 연출하고, 앤드리아 라이즈버러 등이 출연하였다.
소니 픽처스 릴리싱을 통해 2019년 12월 31일 인도네시아에서, 2020년 1월 3일 북미에서 개봉하였다.

## 줄거리
2004년, 일본에서 상주 간호인으로 일했던 미국인이 사에키 카야코의 유령에게 사로잡힌 후 미국으로 돌아와 집에서 남편과 딸을 살해하고 자살한다. 2006년, 관련 사건의 수사를 남편과 사별하고 홀로 아들을 키우는 형사가 맡는다.

## 출연진
- 앤드리아 라이즈버러
- 데미안 비치르
- 린 셰이
- 존 조
- 베티 길핀
- 재키 위버
- 프랭키 페이존
- 윌리엄 새들러